# Дзимоку-дзи
Дзимоку-дзи (яп. 甚目寺, «храм Хадамэ») — буддийский храм школы Сингон в посёлке Дзимокудзи префектуры Аити, Япония.
Буддийское название храма — Хоодзан (яп. 鳳凰山, «Гора фениксов»).
Дзимоку-дзи был построен в 597 году, на 5-м году правления императора Суйко, после того, как ныряльщик с Исе по имени Хадамэ Тацумаро (яп. 甚目竜麻呂) нашёл в море изображение бодхисаттвы Каннон.
Расцвет храма пришёлся на XIII век, период Камакура.

## Фотогалерея

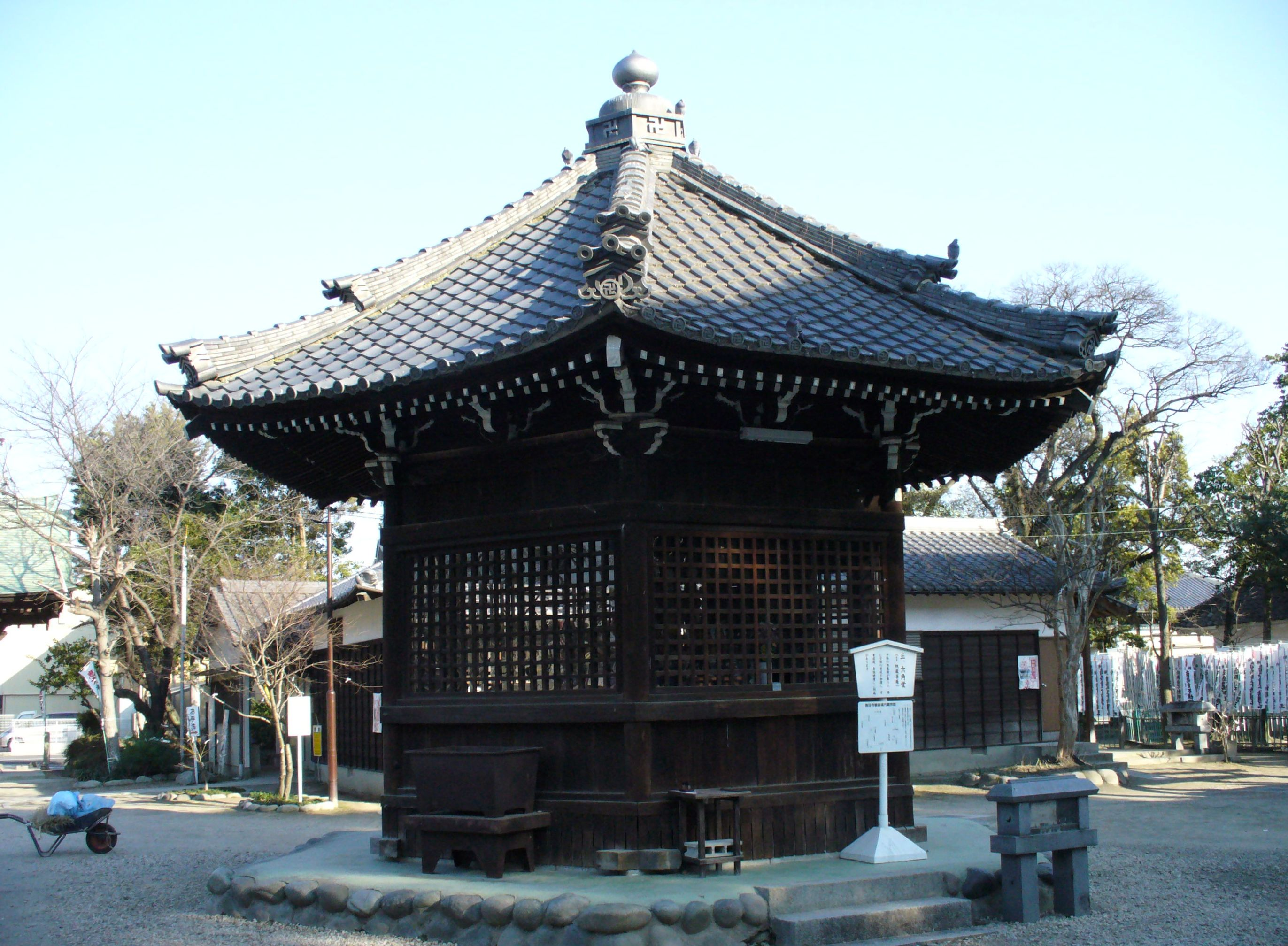
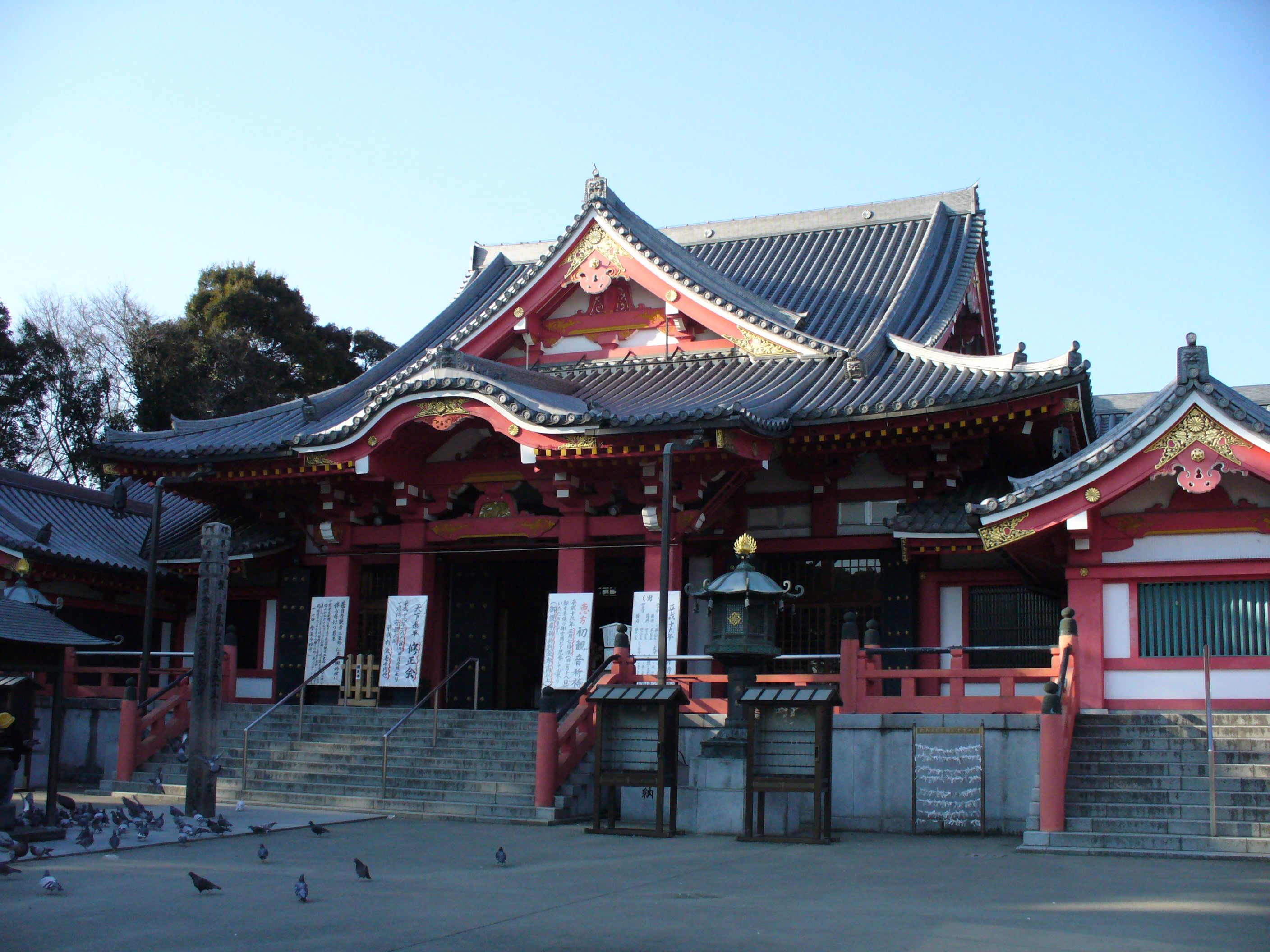
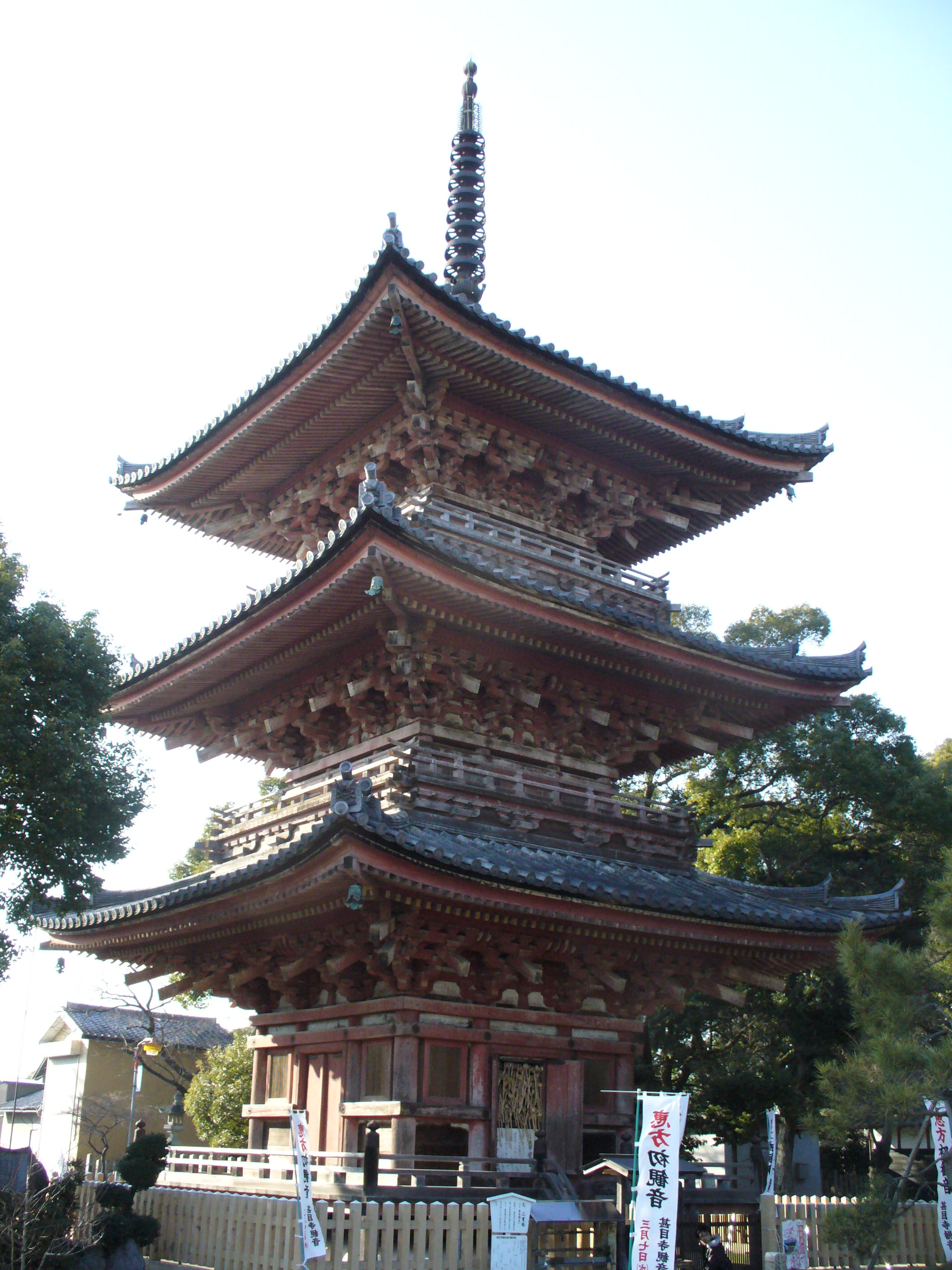
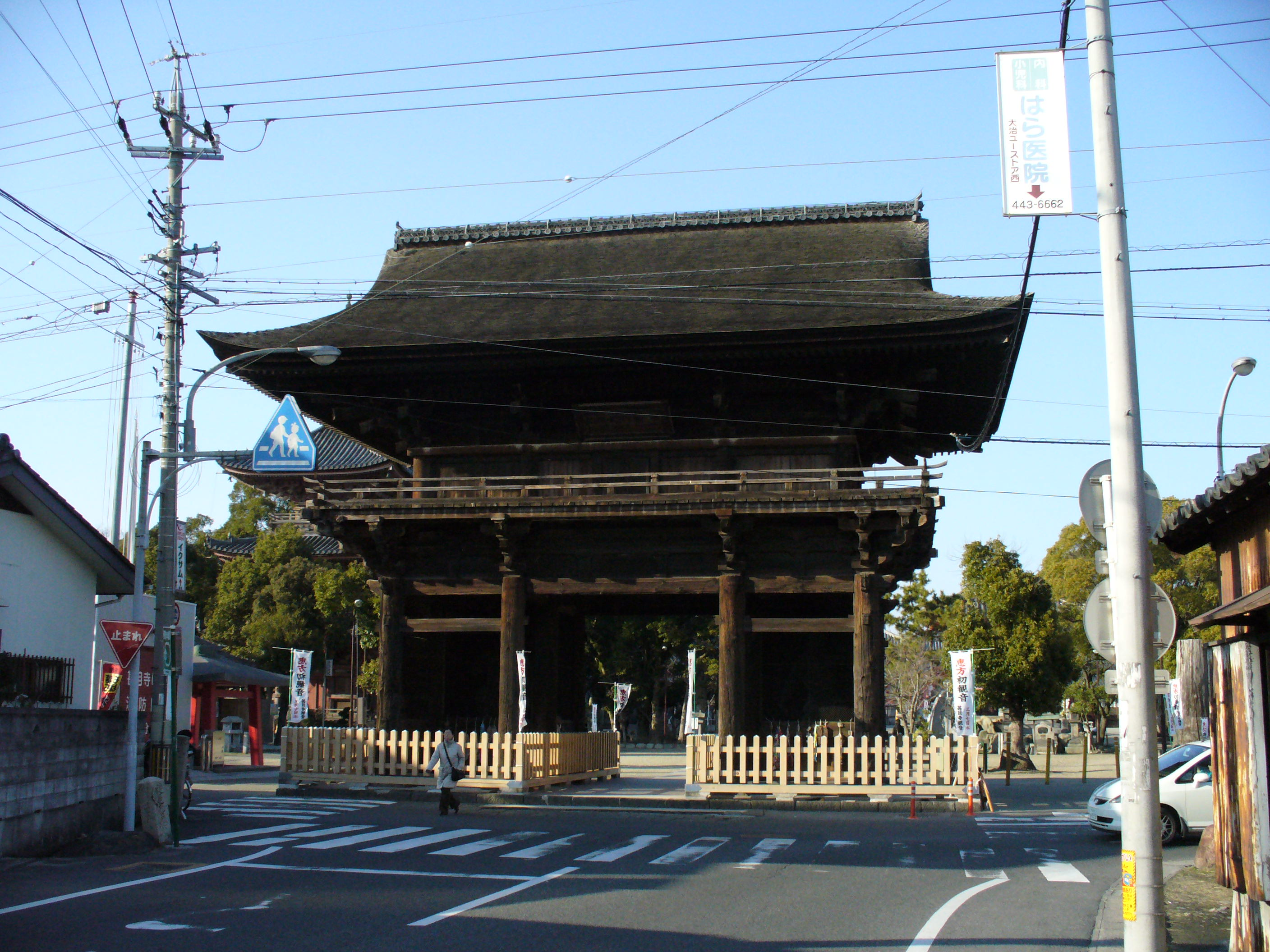